# La Rencontre (roman d'Henri Troyat)
Pour les articles homonymes, voir La Rencontre.
La Rencontre est le cinquième et dernier tome de la pentalogie Les Semailles et les Moissons d'Henri Troyat publié en 1958.
Vème et dernier tome de cette suite romanesque, Elisabeth, la fille d’Amélie et Pierre Mazalaigue a repris à Paris la gérance d’une petite boutique de disques quand la seconde guerre mondiale éclate. Malgré cela, toujours pleine de vie, elle cherche son bonheur sentimental dans les jours difficiles de l’occupation du pays par l’ennemi. Boris, un homme droit et sincère, la fera succomber malgré les tourments de la guerre.

## Résumé
Ve tome de ce cycle romanesque. Elisabeth, la fille d’Amélie et Pierre Mazalaigue vit à Paris où elle a pris la gérance d’une petite boutique de disques et papeterie, aidée de Melle Pologne. Désireuse d’oublier son premier amour Christian, elle se laisse entraîner dans une aventure avec Bertrand, un homme marié, plus âgé, qui a eu le coup de foudre pour elle. On est en 1938, elle a 24 ans, et Elisabeth partage avec sa bonne amie Arlette, ses joies et ses déceptions sur l’amour. Elle revoit son ancien époux également, qui demeure secrètement très attaché à elle, et qui aimerait la reconquérir. Mais a-t-elle jamais été amoureuse de lui ? Cependant, au grand désarroi de la population, le pays plonge une nouvelle fois dans la guerre contre l’Allemagne. L’armée française ne parvient pas à freiner l’avancée des troupes du Reich, et l’on voit Pétain déclarer l’armistice faisant entrer le pays dans l’occupation. Après avoir fui en province au début du conflit, Elisabeth revient à Paris en 1942, non sans avoir revu ses parents réfugiés dans leur village corrézien d’origine. Les dures journées à côtoyer l’occupant au rythme des tickets de rationnement et des couvre-feux rendent la vie difficile.
Un jour, Patrice lui présente son co-locataire, Boris, un homme dont les parents russes ont fui leur pays lors de la révolution bolchevik. D’abord peu avenante face à sa personnalité rigide, Elisabeth apprend à mieux le connaître, pour finalement succomber lorsqu’il lui déclare sa flamme. Cet homme, intelligent et courageux - il travaille déjà pour la résistance - plaît à Elisabeth. Mais, mal à l’aise vis-à-vis de Patrice, qu’ils redoutent de faire souffrir, ils culpabilisent dans le bonheur de leur amour naissant. Mais celui-ci découvre leur relation, rompt les liens avec son ami et co-locataire Boris, et part en province soutenir la résistance. Ils apprendront plus tard qu’il fut tué dans un combat. 
Le roman, et donc la pentalogie, s’achève en août 1944 quand retentissent les cloches de Notre-Dame-de-Paris, suivies par les autres clochers de la capitale signifiant à la population que Paris est libéré, tandis qu’Elisabeth et son époux Boris, perchés sur les toits, assistent à ce spectacle, frappés par un bonheur intense, prêts tous deux à vivre pleinement leur amour dans la liberté.
« Ils restèrent sur le toit, enlacés, recueillis, rêvant à l’avenir, dans la rumeur confuse d’une nuit de bataille et de fête. »